# Горошніков Сергій Вікторович
Сергі́й Ві́кторович Горо́шніков (нар. 30 травня 1959, Тульський, СРСР) — радянський та український військовик, генерал-лейтенант, командир 13-го армійського корпусу Сухопутних військ ЗС України (2006–2011), учасник бойових дій в Афганістані та миротворчої місії в Іраку. Лицар ордена Богдана Хмельницького II та III ступенів, кавалер двох орденів Червоної Зірки.

## Життєпис
Сергій Горошніков народився в станиці Тульській Краснодарського краю (нині — Республіка Адигея). У 1980 році закінчив Орджонікідзевське вище загальновійськове командне училище. Офіцерську службу розпочав на Далекому Сході, обіймав посаду командира мотострілецького взводу. У 1985 році був направлений до Кабула для проходження військової служби в Демократичній Республіці Афганістан. Удостоєний двох орденів Червоної Зірки та низки інших нагород. Пройшов шлях від командира мотострілецької роти до начальника штабу мотострілецького батальйону.
У 1992 році закінчив Військову академію імені М. В. Фрунзе. По завершенні навчання був призначений на посаду командира мотострілецького батальйону. З 1994 по 1999 рік обіймав посади начальника штабу та командира окремої механізованої бригади. У 2001 році закінчив факультет підготовки фахівців оперативно-стратегічного рівня Національної академії оборони України. У 2002—2004 роках командував 128-ю гвардійською механізованою дивізією. З 2004 року — начальник штабу 13-го армійського корпусу.
З квітня по грудень 2005 року очолював 81-шу тактичну групу ЗС України, що брала участь у миротворчій місії в Іраку. Після виведення з Іраку українського миротворчого контингенту генерал-майор Горошніков повернувся до виконання обов'язків начальника штабу 13-го армійського корпусу.
У травні 2006 року був призначений командиром 13-го армійського корпусу. 21 серпня 2007 року указом Президента України Віктора Ющенка Сергію Горошнікову було присвоєно звання «генерал-лейтенанта». У березні 2011 року склав обов'язки командира АК через вихід в запас.
З 1 лютого 2013 року — завідувач кафедри військової підготовки рівненського Національного університету водного господарства та природокористування.

## Нагороди
- Орден Богдана Хмельницького II ступеня (8 лютого 2010) — за вагомий особистий внесок у розвиток ветеранського руху, мужність і самовідданість, виявлені під час виконання військового обов'язку, патріотичне виховання молоді та з нагоди Дня вшанування учасників бойових дій на території інших держав[3]
- Орден Богдана Хмельницького III ступеня (27 грудня 2005) — за мужність і самовіддані дії, виявлені під час виконання військового обов'язку, вагомий особистий внесок у підтримання миру і стабільності у Республіці Ірак[4]
- Медаль «Захиснику Вітчизни»
- Відзнака міністерства оборони України «Доблесть і честь»
- Відзнака «Знак пошани»
- Відзнака «Ветеран військової служби»
- Медаль «10 років Збройним Силам України»
- Медаль «15 років Збройним Силам України»
- Орден Червоної Зірки
- Орден Червоної Зірки
- Медаль «За відвагу»
- Медаль «70 років Збройних Сил СРСР»
- Медаль «За бездоганну службу» II ступеня (СРСР)
- Медаль «За бездоганну службу» III ступеня (СРСР)
- Нагрудний знак «Воїну-інтернаціоналісту»
- Медаль «Воїну-інтернаціоналісту від вдячного афганського народу»